# Изер (департамент)
Изе́р (фр. Isère, окс. Isèra, франкопров. Isera) — департамент на юго-востоке Франции, один из департаментов региона Овернь — Рона — Альпы. Порядковый номер — 38. Административный центр — Гренобль. Население — 1 258 722 человек (16-е место среди департаментов, данные 2017 г.).

## География
Площадь территории — 7431 км². Через департамент протекает река Изер.
Департамент включает 3 округа, 29 кантонов и 532 коммуны.

## История
Изер — один из первых 83 департаментов, образованных во время Великой французской революции в марте 1790 г. Возник на территории бывшей провинции Дофине. Название происходит от реки Изер. Выделенная департаменту изначально территория затем дважды урезалась — в 1852 и 1967 г.

## Экономика
На территории департамента располагается производство промышленной группы Aixam-MEGA по изготовлению субкомпактных автомобилей, «лёгких квадрициклов» (пришедших на смену мотоколяскам).
В департаменте базируется компания Soitec, производитель полупроводниковых пластин.